# Beierstedt
Beierstedt là một đô thị của huyện Helmstedt, bang Niedersachsen, Đức. Đô thị này có diện tích 9,59 km².